# Ronde van Romandië 2023 (vrouwen)
De tweede editie van de Ronde van Romandië voor vrouwen vond plaats van 15 tot 17 september als onderdeel van de UCI Women's World Tour-kalender van 2023. De Zuid-Afrikaanse winnares Ashleigh Moolman-Pasio van de eerste editie kreeg de Nederlandse Demi Vollering als opvolgster op de erelijst.

## Deelnemers
Veertien van de vijftien World Tourploegen stonden aan de start, aangevuld met twee continentale teams en een Zwitserse nationale selectie.
| UCI World Tour teams | UCI World Tour teams                                                               | Overige teams                                            |
| --- | ---------------------------------------------------------------------------------- | -------------------------------------------------------- |
| Canyon-SRAM DSM-Firmenich EF Education-TIBCO-SVB FDJ-Suez Fenix-Deceuninck Human Powered Health Israel Premier Tech Roland | Jayco-Alula Jumbo-Visma Liv Racing TeqFind Lidl-Trek Movistar SD Worx UAE Team ADQ | AG Insurance-Soudal Quick-Step Ceratizit-WNT Zwitserland |

## Etappe-overzicht
| Etappe | Datum        | Start             | Finish            | Type       | Afstand  | Winnaar          | Klassementsleider |
| ------ | ------------ | ----------------- | ----------------- | ---------- | -------- | ---------------- | ----------------- |
| 1      | 15 september | Yverdon-les-Bains | Yverdon-les-Bains | Heuvelrit  | 144,1 km | Sofia Bertizzolo | Sofia Bertizzolo  |
| 2      | 16 september | Romont            | Torgon            | Bergrit    | 110,8 km | Demi Vollering   | Demi Vollering    |
| 3      | 17 september | Vernier           | Genève            | Vlakke rit | 131,9 km | Liane Lippert    | Demi Vollering    |

## Klassementenverloop
| Etappe       | Winnaar          | Algemeen klassement · | Puntenklassement · | Bergklassement · | Jongerenklassement · | Ploegenklassement |
| ------------ | ---------------- | --------------------- | ------------------ | ---------------- | -------------------- | ----------------- |
| 1            | Sofia Bertizzolo | Sofia Bertizzolo      | Sofia Bertizzolo   | Loes Adegeest    | Mischa Bredewold     | Canyon-SRAM       |
| 2            | Demi Vollering   | Demi Vollering        | Sofia Bertizzolo   | Jolanda Neff     | Niamh Fisher-Black   | SD Worx           |
| 3            | Liane Lippert    | Demi Vollering        | Sofia Bertizzolo   | Loes Adegeest    | Ricarda Bauernfeind  | SD Worx           |
| 0Eindstanden | 0Eindstanden     | Demi Vollering        | Sofia Bertizzolo   | Loes Adegeest    | Ricarda Bauernfeind  | SD Worx           |

Mannen: 1947 · 1948 · 1949 · 1950 · 1951 · 1952 · 1953 · 1954 · 1955 · 1956 · 1957 · 1958 · 1959 · 1960 · 1961 · 1962 · 1963 · 1964 · 1965 · 1966 · 1967 · 1968 · 1969 · 1970 · 1971 · 1972 · 1973 · 1974 · 1975 · 1976 · 1977 · 1978 · 1979 · 1980 · 1981 · 1982 · 1983 · 1984 · 1985 · 1986 · 1987 · 1988 · 1989 · 1990 · 1991 · 1992 · 1993 · 1994 · 1995 · 1996 · 1997 · 1998 · 1999 · 2000 · 2001 · 2002 · 2003 · 2004 · 2005 · 2006 · 2007 · 2008 · 2009 · 2010 · 2011 · 2012 · 2013 · 2014 · 2015 · 2016 · 2017 · 2018 · 2019 · 2020 · 2021 · 2022 · 2023 · 2024 · 2025
Vrouwen: 2022 · 2023 · 2024 · 2025
Tour Down Under ·
Cadel Evans Great Ocean Road Race ·
Ronde van de Verenigde Arabische Emiraten ·
Omloop Het Nieuwsblad ·
Strade Bianche ·
Ronde van Drenthe ·
Trofeo Alfredo Binda-Comune di Cittiglio ·
Brugge-De Panne ·
Gent-Wevelgem ·
Ronde van Vlaanderen ·
Parijs-Roubaix ·
Amstel Gold Race ·
Waalse Pijl ·
Luik-Bastenaken-Luik ·
La Vuelta España Femenina ·
Itzulia Women ·
Ronde van Burgos ·
RideLondon Classic ·
Ronde van Zwitserland ·
Giro Donne ·
Tour de France Femmes ·
Ronde van Scandinavië ·
GP de Plouay-Bretagne ·
Simac Ladies Tour ·
Ronde van Romandië ·
Ronde van Chongming ·
Ronde van Guangxi
Afgelaste wedstrijden: The Women's Tour ·
Postnord Vårgårda WestSweden